# David Meredith Seares Watson
David Meredith Seares Watson, także D.M.S. (ur. 18 czerwca 1886 w Higher Broughton, zm. 23 lipca 1973) – brytyjski zoolog i paleontolog, w latach 1921–1951 profesor zoologii i anatomii porównawczej w University College London.

## Życiorys
Był synem chemika i metalurga Davida Watsona i Mary Louisy Watson, z domu Seares. Pochodził ze szkockiej rodziny, studiował w Clewer High School i Royal School of Mines pod kierunkiem m.in. Thomasa Henry’ego Huxleya i Andrew Ramsaya. Mary Louisa Watson była córką Samuela Searesa (lub Searsa). Mieli również córkę – C. M. Watson, która zmarła w trakcie drugiego roku studiów na Sommerville College w Oksfordzie. D. M. S. Watson początkowo uczęszczał do niewielkiej prywatnej szkoły, jednak w 1899 roku wygrał przyjęcie do Manchester Grammar School. W 1900 roku zmarł jego ojciec, a rok później – matka.
Watson w 1922 roku został wybrany członkiem (fellow) Royal Society w Londynie. Zajmował się m.in. wymarłymi rybami i płazami, za badania nad którymi w 1942 roku został uhonorowany Medalem Darwina. W 1935 roku otrzymał Medal Lyella, przyznawany przez Londyńskie Towarzystwo Geologiczne, w 1941 – Medal Mary Clark Thompson (National Academy of Sciences), w 1949 – Medal Linneusza (Towarzystwo Linneuszowskie w Londynie), a w 1965 – Medal Wollastona (Londyńskie Towarzystwo Geologiczne).